# Kaylee
Kaylee (auch verwendet in den Schreibweisen Kaley, Kayley und Kayleigh) ist ein weiblicher Vorname.

## Herkunft und Bedeutung
Der Name wurde aus der Kombination von Kay und Lee gebildet. Alternativ wird es auch als anglisierte Version des gälischen Begriffs Céilí angesehen.
Weitere Schreibweisen sind: Cailey, Caleigh, Caylee, Cayley, Kailee, Kaileigh, Kailey, Kaleigh, Kaley, Kaylea, Kayli, Kaylie, Kaili, Katherine, Kayla, Ke'lyn, Kailie sowie Kaelee.

## Verbreitung
Der Name ist überwiegend im englischen Sprachraum verbreitet.

## Bekannte Namensträgerinnen

### Kaley
- Kaley Cuoco (* 1985), US-amerikanische Schauspielerin
- Kaley Fountain (* 1988), US-amerikanische Fußballspielerin

### Kaylee
- Kaylee DeFer (* 1986), US-amerikanische Schauspielerin

### Kayleigh
- Kayleigh McEnany (* 1988), US-amerikanische Juristin, Kommentatorin und Moderatorin
- Kayleigh Pearson (* 1985), britisches Model und Sängerin

### Kaylynn
- Kaylynn (* 1977), US-amerikanische Pornodarstellerin